# スタジオ2時
『スタジオ2時』（スタジオにじ）は、1975年4月7日から1982年10月1日まで、一部TBS系列局で生放送された毎日放送（MBS）制作のワイドショーである。放送時間は毎週月曜 - 金曜 14:00 - 14:55 (JST) 。

## 概要
森乃福郎（初代）が司会を務めた番組で、女性視聴者参加の公開スタジオショー形式で行われていた。前番組は『奥さん!2時です』（東京12チャンネル（現・テレビ東京）との共同製作番組）で、後番組は『ワイドYOU』である。
『奥さん!2時です』は毎日放送と東京12チャンネルの共同製作で放送されていたが、毎日放送がJNN系列となったことから発展解消し、この番組以後の14時台のワイドショーは毎日放送単独製作となった。同時に、東北放送、山形テレビや西日本地区のJNN系列局を中心とする変則ネット番組へと移行した。
放送開始がネットチェンジ初日かつ月曜日の3月31日とならなかったのは、当時毎日放送がローカルセールス枠で生中継していた選抜高等学校野球大会の開催期間中だったことによる。このため、同日から4月5日までは、本番組のネットを予定していた局（山陽放送・中国放送など）に演芸番組『奥さま寄席』を裏送りし、自社では雨天中止時の雨傘番組扱いとしていた（中国新聞、1975年3月31日、サンケイ新聞、1975年4月1日テレビ・ラジオ欄）。翌年以降の選抜大会期間中は本番組を裏送りおよび雨傘番組とする扱いとしていたが、番組内容が通常と異なり、事前録画による漫才などの演芸を中心とした内容となることがあった（『ワイドYOU』も同様）。
尚、音声は当初モノラル放送であったが、1978年12月10日に毎日放送テレビが音声多重放送を開始したのを受け、同年12月11日よりステレオ放送となっている。

## 出演者

### メイン司会
- 初代森乃福郎（全期、1977年9月までは月･火･木･金曜[3]→1977年10月以降は全曜日）
- 藤本永治（当時毎日放送アナウンサー、水曜のみ、1977年9月まで）

### サブ司会・アシスタント
- 石川豊子（池畑慎之介の実姉で元・鹿児島テレビアナウンサー、開始〜1977年3月までの女性アシスタント）
- マリオ･モンテ（開始〜1976年（時期不明）まで）
- 小森佳代（石川の後任の女性アシスタント、1977年4月〜不明）
- 内山タズ子（小森の後任の女性アシスタント）
- 桂朝丸（後の桂ざこば、月曜担当、1977年10月〜不明、但しサブ司会昇格前から曜日別レギュラーとして出演）
- 桂べかこ（現・3代目桂南光、月曜担当、〜終了まで）
- コメディNo.1（火曜担当、1977年10月〜終了まで、但しサブ司会昇格前から曜日別レギュラーとして出演）
- 4代目林家小染（水曜担当、1977年10月〜終了まで）
- 笑福亭鶴光（木曜担当、1977年10月〜終了まで、但しサブ司会昇格前から曜日別レギュラーとして出演）
- 桂きん枝（現・4代桂小文枝、金曜担当、1977年10月〜不明）
- 月亭八方（金曜担当、〜終了まで）
- 八島洋子（当時毎日放送アナウンサー、福郎司会時代末期のアシスタント）、ほか
  - 開始当初は、福郎（水曜のみ藤本）をメイン司会者として、実質上の前身である『奥さん!2時です』からのスライド登板となる石川と、当時関西圏を中心に活動していた男性ハーフモデルのマリオが両者の補佐を務める形で番組を進行。しかし、1976年にマリオがサウナ入浴中の事故により急逝（急性心不全による突然死）、以後しばらくの間はマリオの代役は置かれず、福郎（または藤本）と女性アシスタントのペア司会で番組を継続した。
  - 1977年10月から曜日別企画としてバラエティ番組色の強いコーナーが新たに設置（後述参照）されることになり、同時に福郎･女性アシスタントに加えて中堅の人気芸人5組が新規設置のコーナー進行を担当する曜日別のサブ司会者として新たに起用された。また、同時に、番組開始以来、週5日の放送のうちの水曜放送分のみ、福郎のスケジュールの都合から藤本がメイン司会を代行していたが、この改編を機に福郎が金曜を含め全曜日のメイン司会を担当することとなった（尚、これに伴い、当番組と並行してサブ司会者として長らく出演を続けていた土曜朝の『八木治郎ショー』に関しては芳村真理・阪本時彦（当時毎日放送アナウンサー）にバトンタッチする形で同年9月末をもって降板している）。

### レギュラー･準レギュラー
- 横山ノック - 国鉄の7日間ストの時には、それをネタに今日はこの乗り物（例：竹馬）でスタジオまで来ましたという登場をしていた。
- 山本善一（当時毎日放送アナウンサー）
- 水島照子（初期のみ）
- 十川寿子（同上）
- 桂文也（「テレビ歌謡体操」担当）
- 笑福亭仁扇（同上）
- 笑福亭小つる（現・6代目笑福亭枝鶴、同上）

、ほか

## 主なコーナー
テレビ歌謡体操
体操のお兄さんに扮した若手落語家らがインストラクターとなってスタジオ観客者やゲスト出演者とともに放送当時の最新ヒット曲に合わせて番組オリジナルの体操を実演するコーナー。初代のコーナー担当者は桂文也（後に笑福亭仁扇、笑福亭小つる（現・6代目笑福亭枝鶴）らに交代）。
嫁と姑
毎週火曜日に放送。嫁と姑間のトラブルについて、投書を元に寸劇で再現する。専門家によって解決方法がアドバイスされる。2時のワイドショー（読売テレビ制作、日本テレビ系で放送、一部地域除く）で毎週木曜日に放送された『夫婦110番』とともに人気の高いコーナーとなった。
一万円クイズ
出演者がスタジオ観覧者から代表者を1人選び、一緒に番組に寄せられた葉書を1枚選ぶクイズ。葉書はクリーニング店にある大型回転式乾燥機のようなもの（中継でスタジオ外に出るときは、卓上扇風機大の手回し式ドラム）に詰め込み、そこから福郎が葉書の送り主に生電話をかけ、3択クイズを出題する（正解は必ず1番である）。正解すれば、葉書の送り主には現金1万円。葉書を選んでくれた観覧者にはハンドバッグなどをプレゼントしていた。
心霊写真の謎を暴く!
視聴者が投稿した心霊写真について、その現象はなぜ起きたのか、原因について解析を加えるシリーズ（後々に続くMBS昼ワイドの番組＜現在は「よんチャンTV」＞でもこの企画は継続されてきた）。

## 曜日ごとのコーナー
月曜日：ユタさんの突撃クッキング
火曜日：対決2万円電話クイズ
視聴者とスタジオを結んでクイズに挑戦
水曜日：ちょっと早い名人寄席
木曜日：かあちゃん勝ち抜き歌合戦
視聴者参加ののど自慢。勝利すると頭上でくす玉が割られ、紙吹雪と風船が舞った。
金曜日：新青ちゃんの映画劇場
新作映画の紹介

## ネット局
- 毎日放送（MBS）- 製作局
- 東北放送（TBC）
- 山形テレビ（YTS、当時フジテレビ系）
- 山陽放送（RSK、現：RSK山陽放送）
- 中国放送（RCC）
- テレビ山口（tys、当時フジテレビ系とのクロスネット局）